# Силин, Константин Сергеевич
Константин Сергеевич Силин (1913-1996) — советский учёный-проектировщик, Герой Социалистического Труда (1983). Лауреат Ленинской премии.

## Биография
Константин Сергеевич Силин родился 27 мая 1913 года в Москве. Окончил семь классов школы, строительное училище и строительный факультет Московского института инженеров железнодорожного транспорта, после чего был направлен на работу в качестве инженера-проектировщика Московского треста строительства набережных. Участник проектирования и строительства ряда мостов через реку Москву. В годы Великой Отечественной войны Силин активно участвовал в восстановлении разрушенных мостов на освобождаемой советскими войсками территории, в составе группы проектировал мост через Керченский пролив, проработавший более десяти лет до своей замены на железнодорожную паромную переправу. Командировался в Югославию и Китай для строительства мостов через реки.
Вернувшись в СССР, Силин занял должность начальника отделения искусственных сооружений Всесоюзного научно-исследовательского института транспортного строительства. Являлся разработчиком и организатором внедрения метода бескессонных фундаментов, применённом при строительстве моста через Волгу в Саратове, являвшемся самым длинным на тот момент во всей Европе. За это в 1962 году Силин был удостоен Ленинской премии. Являлся автором ряда научных трудов в области проектирования и мостостроения.
Указом Президиума Верховного Совета СССР от 26 мая 1983 года за «большие заслуги в развитии советской науки» Константин Сергеевич Силин был удостоен высокого звания Героя Социалистического Труда с вручением ордена Ленина и медали «Серп и Молот».
Скончался 5 февраля 1996 года, похоронен на Калитниковском кладбище Москвы.
Также был награждён двумя орденами Трудового Красного Знамени и рядом медалей.